# Az emlősök törzsfejlődése
Az emlősök törzsfejlődése alatt az első emlősök megjelenésétől a mai napig tartó evolúciós folyamatot értjük, amelynek következményeként a ma élő emlősök is kialakultak. Ez a folyamat időben az utolsó 200 millió évben zajlott le, ám ennek legnagyobb részében az emlősök – ökológiai értelemben – meg sem közelítették mai jelentőségüket. A földtörténeti középidőt lezáró úgynevezett kréta-tercier esemény során – több hüllőcsoport  kihalása miatt – számos ökológiai fülke üresedett meg, amelyeket később az emlősök foglaltak el. Ezért az utolsó 65 millió évet gyakorta az „emlősök korának” is nevezik.

## Az ismeretek forrásai
Az emlősök törzsfejlődésével kapcsolatos ismereteink több forrásból származnak. Legfőképpen az összehasonlító anatómia, valamint az őslénytan járul hozzá az emlősök fejlődéstörténetének megismeréséhez, de hasznos adatokat szolgáltat például az embriológia, valamint a biokémia is.

### Összehasonlító anatómia
Az összehasonlító anatómia a különféle emlősök testfelépítésében mutatkozó hasonlóságok és különbségek feltárásával enged következtetni az egyes csoportok közötti rokonsági kapcsolatokra, illetve e csoportok törzsfejlődésének állomásaira is. Az anatómiai jellemzők jelentőségének értékelésekor azonban figyelembe kell venni az életmód befolyásoló hatását is.

### Őslénytan
Fontos információkat szolgáltatnak az ősi emlősök fosszilis maradványai. Csontos vázuk miatt az ősi emlősök elvben jól fosszilizálódnak, ám a fosszilizáció esélyeit csökkenti, hogy többségük nem olyan életszíntéren élt, ahol a maradványok megőrződését elősegítő intenzív üledékképződés lenne jellemző. A korai emlősök maradványai általában töredékesek és rendkívül ritkák. Igen gyakran csak a koponya egyes részei, az állkapocs, illetve a csontos váz legellenállóbb részének számító fogak maradtak fenn (ezek viszont az őslénytankutatók számára igen sok részletet elárulnak az állatról). A harmad-, illetve a negyedidőszakból már több emlősmaradvány ismeretes, a nagyobb testűek közül a patások és az ormányosok, a kisebbek közül pedig leginkább a rágcsálók bírnak kiemelkedő földtani jelentőséggel. Néhány kivételes lelőhelyen, például a messeli és a La Brea lelőhely esetében rendkívül jó megtartású emlősleletek maradtak fenn.

### Egyéb tudományterületek
Sok esetben a biokémia is fontos információkat szolgáltat az emlősök törzsfejlődéséről, elsősorban az egyes emlőscsoportok törzsfejlődési kapcsolatairól. Például a DNS bázisainak sorrendje, vagy egyes specifikus fehérjék aminosav-összetétele alapján. Hasonlóan fontosak lehetnek az embriológia eredményei, ugyanis az embriók fejlődése során végbemenő változások utalhatnak az adott állatcsoport múltjára (például a mai bálnáknak csak sziláik vannak, fogaik nincsenek, ugyanakkor a bálnaembrió fejlődésének egy szakaszában kialakulnak a fogak kezdeményei, ám utána fel is szívódnak. Ez arra utal, hogy a sziláscetek őseinek egykor fogaik voltak, amelyet az őslénytani leletek is alátámasztanak.

## Az emlősök kialakulása

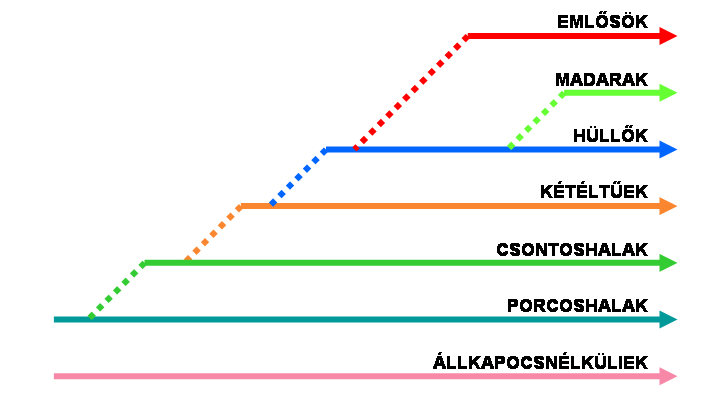
A gerincesek (Vertebrata) főbb csoportjainak törzsfejlődési kapcsolatai

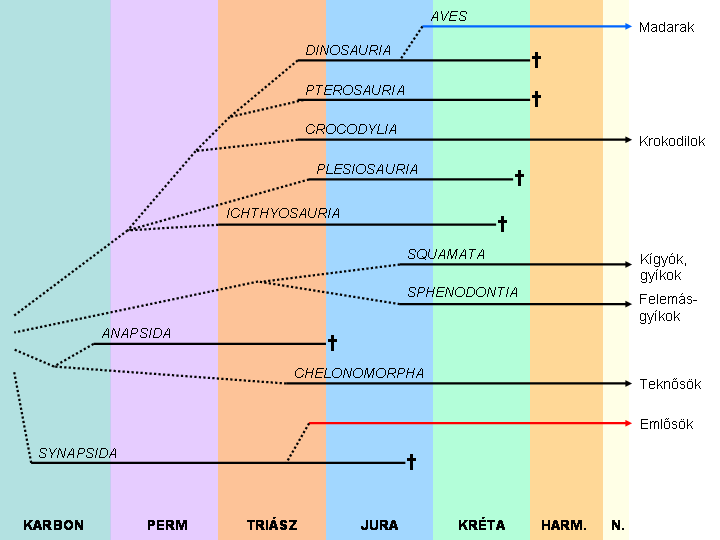
A magzatburkosak (Amniota) főbb csoportjainak fejlődéstörténeti kapcsolatai és időbeli elterjedése

Hagyományosan a hüllőket (Reptilia vagy újabban Sauropsida) tekintették az emlősök őseinek. Ez az állítás azonban ma már nem állja meg a helyét.
 
Az emlősök őseit ugyanis ma már a magzatburkosok (Amniota) egy a hüllőktől különválasztott másik ősi osztályában, az úgynevezett emlősszerűek (Synopsida) között keresik, amelyek merőben más fejlődési irányt képviselnek, mint a hüllők.

### Emlősszerűek
Az emlősszerűek fejlődési iránya már a magzatburkosok törzsfejlődésének korai szakaszában elkülönült. Fosszilis maradványaik közül a legkorábbiak a felső karbonból ismertek. Ősibb csoportjaik közül a karbon végén megjelent Pelycosauria rend volt a legjelentősebb. A rend tagjai közül a jellegzetes háti bőrvitorlákkal rendelkező Dimetrodon, illetve Edaphosaurus számít különösen ismertnek. Ezeket a háti vitorlákat, amelyeknek a hőszabályozásban lehetett szerepük, a hátulsó nyaki, a háti, a keresztcsonti és az elülső farokcsigolyák rendkívüli mértékben meghosszabbodott tövisnyúlványai feszítették ki. Az Edaphosaurus és a Dimetrodon egyébként nem voltak közeli rokonok, valószínű, hogy a háti bőrvitorla is egymástól függetlenül, párhuzamos alkalmazkodás eredményeként fejlődött ki náluk. Az alsó permben élt, 3 méter hosszú Dimetrodon ragadozó életmódot folytatott, a felső karbonból és az alsó permből ismert Edaphosaurus pedig növényevő volt.

### Therapsida
Az emlősök ősei nem a Pelycosauria rend tagjai között, hanem az emlősszerűek fejlettebb csoportjában, a Therapsida rendben keresendők. Ez a csoport a permben jelent meg, és az őslénytan mintegy 350 nemüket különbözteti meg. Ezek közül a Tapinocephalus, a Moschops, a Galechirus, a Venyukovia, a Dicynodon, a Kannemeyeria, a Lystrosaurus, a Doliosaurus, az Inostrancevia, a Scylacosaurus, a Bauria, a Procynosuchus, a Dvinia, a Galesaurus, a Cynognathus, a Diademodon, a Traversodon, a Belesodon, a Thrinaxodon, valamint a Tritylodon nemek a legjellegzetesebbek.

Az emlősszerűek osztálya a nevét onnan nyerte, hogy a klasszikus hüllő-jellegzetességeket számos csoportjukban egyre nagyobb számban emlősbélyegek váltották fel:

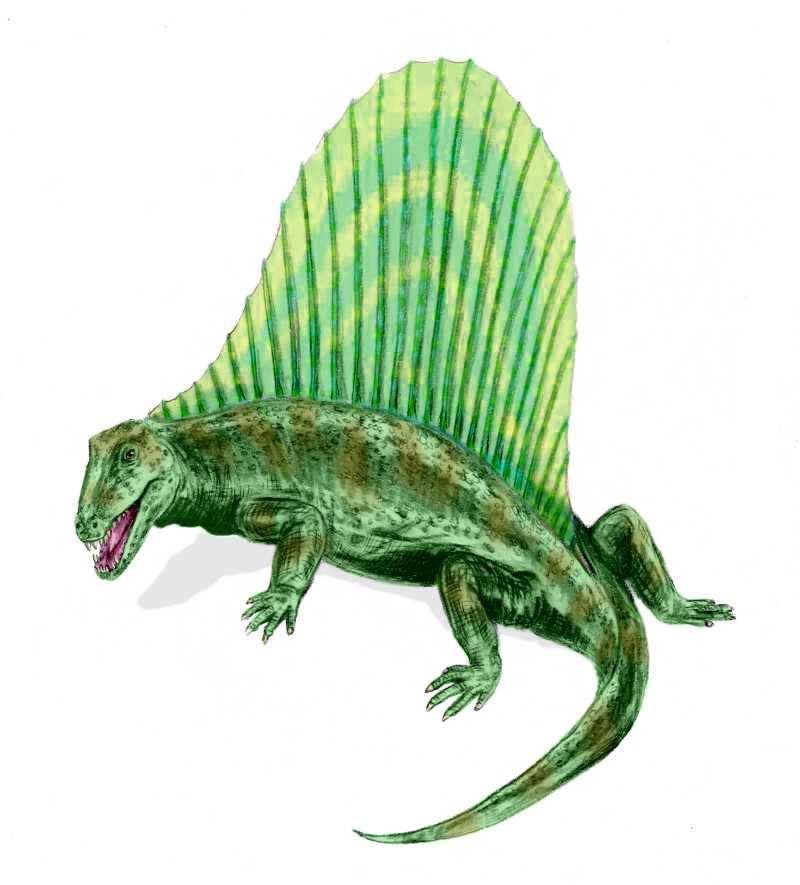
A Pelicosauria csoportba tartozó Dimetrodon rekonstrukciója. Az állat háti bőrvitorláját a csigolyák meghosszabbodott tövisnyúlványai feszítették ki

- Fogazat: A hüllőkre alapvetően egynemű fogazat (homodontia) jellemző, a különnemű fogazat (heterodontia) az emlősök jellegzetessége. Az emlősszerűek egyes ősi formáinak ugyan még szájpadlásfogaik is voltak, ám a valódi fogak igen hamar differenciálódni kezdtek. A Dimetrodonra például már bizonyos mértékben különnemű fogazat volt a jellemző. Némi túlzással beszélhetünk metszőfogakról, szemfogakról és zápfogakról, sőt, érdekességként megemlíthetjük, hogy a szemfogakból nemcsak 4 × 1 db volt, mivel a tulajdonképpeni szemfog után (mint sok más emlősszerűnél is) utószemfogak (dentes postcanini) következtek. Ezek azonban alakra még nem sokban különböztek, csupán a méretük volt fogtípusonként eltérő (maga a Dimetrodon név is arra utal, hogy az állatnak kétféle méretű fogai vannak). 
A Therapsida rend fajainak kezdettől fogva különnemű fogazatuk volt. A triász korai szakaszában élt Thrinaxodonnak már jól felismerhető, nemcsak méretben különböző, hanem alakjukat tekintve is jellegzetes metszőfogai, szemfogai és zápfogai voltak. Említést érdemel még, hogy a hüllőkre jellemző állandó fogváltás az emlősszerűeknél folyamatosan visszaszorult, és helyette az egyszeri fogváltás vált jellemzővé.
- Az állkapocs csontjai – A mai emlősök alsó állkapcsát egyetlen páros csont, az állkapocscsont (mandibula) alkotja. A hüllőknél azonban az alsó állkapocs alkotásában több csont vesz részt, melyek közül a fogakat hordozó fogcsont (os dentale), az alsó állkapocs fődarabját alkotó szögletcsont vagy fedőcsont (os angulare), valamint az ízületcsont (os articulare) a legfontosabb (a hüllők állkapcsának egyéb csontjai: coronoideum, supraangulare, spleniale, prearticulare). Az emlősszerűeknél az egyre fejlettebb formák állkapcsában az figyelhető meg, hogy a fogcsont egyre nagyobb szerepet töltött be az alsó állkapocs csontos vázában, végül pedig állkapocscsonttá alakulva kizárólagossá vált. Ezzel párhuzamosan a szögletcsont és az ízületcsont az egyre fejlettebb emlősszerűek koponyájában egyre kisebbé zsugorodott, és mind jelentéktelenebb szerepet játszott az alsó állkapocs alkotásában. Ehelyett fokozatosan áthelyeződtek a belső fülbe, ahol a szögletcsont dobcsonttá (os tympanicum), az ízületcsont pedig az emlősökre jellemző hallócsontocskák (vagy hallási csontocskák) közül a kalapáccsá (malleus) alakult át.
- Az állkapocs ízesülése – Az alsó állkapocs állkapocsízülettel csatlakozik a koponya többi részéhez, amely lehetővé teszi, hogy az állkapocs mozgatható, a száj kinyitható és becsukható legyen. A hüllőknél az állkapocs csontjai közül az ízületcsont (os articulare) ízesül a négyszögcsonthoz (os quadratum). Az emlősöknél viszont az állkapocscsont (mandibula) és a pikkelycsont (os squamosum) között találjuk az ízületet (megjegyzendő, hogy a pikkelycsontot más felfogás szerint a halántékcsont pikkelyének, pars squamosa, tekintik). Mivel a hüllőkre jellemző articulare-quadratum ízesülés az emlősszerűek törzsfejlődése folyamán alakult át az emlősökre jellemző mandibula-squamosum ízesüléssé, előbbit elsődleges (primer), utóbbit pedig másodlagos (szekunder) állkapocsízületnek nevezzük. Az emlősszerűekre kezdetben még hüllőszerű, elsődleges állkapocsízület volt a jellemző, fejlettebb formáiknál, például a Probainognathus, illetve a Diarthrognathus esetében viszont az állkapocs nemcsak a négyszögcsonthoz, hanem a pikkelycsonthoz is ízesült, így kettős állkapocsízület alakult ki (a Diarthrognathus név maga is erre utal). Ez a kettős állkapocsízület néhány ősi emlősre (például a Morganucodonta és a Docodonta csoport képviselőire) is jellemző volt. Végül azonban az állkapcsot alkotó csontok átalakulásával, illetve a középfül emlősökre jellemző hallócsontocskáinak kialakulásával az elsődleges állkapocsízület teljesen eltűnt, és a fejlettebb emlősöknél (ide értve valamennyi ma élő emlőst is) már csak a másodlagos ízesülés maradt meg.A Cynognathus nevű emlősszerű rekonstrukciója. A triász idején élt állat fosszilis maradványait Dél-Amerikában, Dél-Afrikában, Kínában, sőt még az Antarktiszon is megtalálták

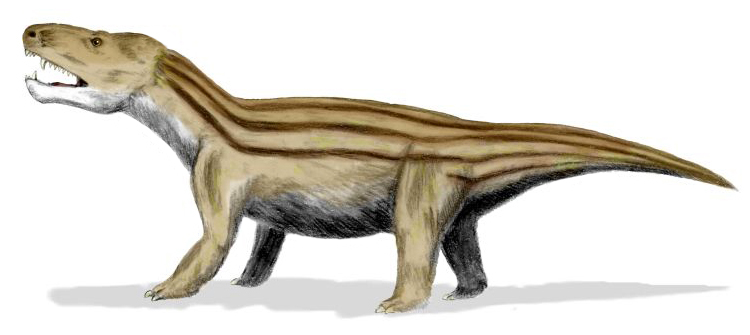
A Cynognathus nevű emlősszerű rekonstrukciója. A triász idején élt állat fosszilis maradványait Dél-Amerikában, Dél-Afrikában, Kínában, sőt még az Antarktiszon is megtalálták

- Rágási mechanizmus – A kevésbé fejlett emlősszerűek, mint például a Procynosuchus és a Cynognathus, állkapcsukat a hüllőkéhez hasonló módon csak föl-le tudták mozgatni. Ezért fogaik a táplálékot nyíró mozgással aprították, a metszőolló működési elvéhez hasonlóan. A fejlettebb emlősszerűek, mint például a felső triászban élt Diademodon ("diadém fogú") viszont, kettős állkapocsízülete miatt képes volt állkapcsát oldalirányban, illetve előre-hátra is elmozdítani, így már valódi rágásra is képes volt.
- A középfül csontai – A hüllőkre egy hallócsont (columella) jellemző, az emlősöknél viszont három hallócsontocskát találunk, a kalapácsot (malleus), az üllőt (incus) és a kengyelt (stapes). Az emlősszerűeknél eredetileg csak a columella vett részt a hangrezgések továbbításában. A fejlettebb formákban a columella fokozatosan kengyellé alakult át, amelyhez az ízületcsontból (articulare) átalakult kalapács, és a négyszögcsontból (quadratum) keletkezett üllő kapcsolódott. A három hallócsontocskát védő, illetve a dobhártya kifeszítésében is szerepet játszó dobcsont (os tympanicum), amely az emlősök jelentős részénél a halántékcsonthoz (os temporale) tartozó sziklacsont (os petrosum) dobűri részeként (pars tympanica) jelenik meg, a szegletcsontból (angulare) alakult ki. Szegletcsonti eredetűnek tartják a kifejezetten emlőssajátosságnak tekinthető ún. ectotympanicumot is, amely a csontos dobhólyag (bulla tympanica) kialakításában vesz részt.
- "Lágy bélyegek" – Az őslénytanban lágy bélyegeknek nevezik azokat a tulajdonságokat és alaktani jellemzőket, amelyek nem csontos, hanem lágy szervekkel állnak összefüggésben. Az ilyen lágy szervek csak kivételes esetben fosszilizálódnak, bizonyos esetben csak következtetni lehet a jelenlétükre. Az emlősöknél nagy jelentőséggel bíró lágy bélyegnek a szőrzet, a kettős keringési rendszer, a tejmirigyek, illetve az emlők jelenléte tekinthető. A szőrzet (a Pterosauriáktól eltekintve) sem a hüllőknél, sem más állatcsoportnál nem fordul elő, az emlősökre viszont általánosan jellemző. A fejlettebb emlősszerűek testét az emlősökhöz hasonlóan szőrzet szigetelte. A kettős keringési rendszer a szív kamrasövényének bezáródásával, a két tökéletesen elválasztott szívféllel, és ezáltal a különálló kis- és nagyvérkörrel több gerincesnél (emlősök, madarak, krokodilok) egymástól függetlenül is kialakult. Az ősi emlősszerűekere ez még nem volt jellemző, ám számos emlősszerű, például a Thrinaxodon esetében már erre utalnak a fosszilis maradványok. Azt sajnos nem tudni, hogy a tejmirigyek mikor jelentek meg, de valószínű, hogy a fejlettebb emlőszerű hüllők már tejjel táplálhatták kölykeiket. Az viszont szinte bizonyos, hogy az emlők később alakultak ki (mivel a mai kloákásoknál is hiányoznak), és az elevenszülés is csak az emlősöknél jelent meg, az emlősszerűek körében valószínűleg még nem volt jellemző.

Érdekességként megemlíthető, hogy a hüllőbélyegek emlősbélyegekké történő átalakulásának fentebb vázolt menete nemcsak az emlősszerűek maradványain követhető nyomon, hanem számos tulajdonság esetében az emlősök embriójának fejlődésében is.

Az emlősszerűek körében a különböző emlős-jellegzetességek eltérő számban és mértékben fordultak elő. A Therapsida renden belül a permben élt Gorgonopsida csoport képviselőinél például az emlősbélyegeknek csak 30%-a mutatható ki. A triászra jellemző Cynodontia csoportnál azonban ez az arány akár 60% is lehet. Ezekre az állatokra tehát a hüllő- és emlőstulajdonságok mozaikja volt jellemző, a kialakulásukkal összefüggő speciális evolúciós jelenséget ezért mozaik-evolúciónak szokás nevezni. Mivel az emlősbélyegek számának növekedése az emlősszerűek több, egymással párhuzamosan fejlődő csoportjában is jellemző volt, nem lehet pontosan megmondani, hogy a Therapsida rend mely családjából kerültek ki az emlősök közvetlen ősei. Annál is inkább, mert előfordulhat, hogy az emlősbélyegek aránya egymástól függetlenül több csoportnál is elérte végül a 100%-ot. Annyi azonban bizonyosnak látszik, hogy az emlősök közvetlen ősei a Therapsida renden belül a Theriodontia csoportba tartoztak. Ezen belül talán az Cynodontia alrendbe tartozhattak.
Az emlősszerűek törzsfejlődése során kialakult emlősbélyegek jelentős evolúciós előnyt jelentettek egyre fejlettebb képviselőik, majd a megjelenő korai emlősök számára. A kettős keringési rendszer, az anyagcsere intenzitásának növekedése, ezzel párhuzamosan az állandó testhőmérséklet és a fejlettebb hőszabályozás lehetővé tette az éjszakai életmódot, és ezzel számos új ökológiai szerepkör, fülke ("ökológiai niche") betöltését. Képessé tette az állatokat a gyors mozgásra, valamint a testsúly állandó felvételére (vagyis a lábak egyre inkább nem a test két oldalára irányultak, mint a gyíkoknál, hanem a test alatt helyezkedtek el, mint a szárazföldi emlősöknél). Az állandó testhőmérséklet fenntartása persze kifinomultabb hőszigetelést kívánt, ezt a szőrzet biztosította. Az intenzívebb anyagcsere lehetővé tette, de meg is kívánta a gyakoribb táplálkozást. Ehhez viszont jobb emésztésre, illetve a táplálék alaposabb mechanikai aprítására volt szükség, amelyet a különnemű fogazat, a rágást lehetővé tevő kettős, illetve másodlagos állkapocsízület, valamint az erőteljesebb, egyetlen pár csontból álló állkapocs tett lehetővé. A táplálék felkutatását kifinomultabb érzékszervek (elsősorban a három hallócsontocskával működő fül, valamint a fejlett szaglószerv) tették lehetővé.

## Az első emlősök
A legelső ismert emlősök a felső triászban (raeti emelet), mintegy 204 millió évvel ezelőtt jelentek meg. Ebben az időben élt a Morganucodon, amelyet ma a legkorábbi emlősnek tartanak. A Morganucodon legtökéletesebb maradványai Dél-Walesben, illetve Bristol közelében kerültek elő, de az alsó jurában Ázsiában és Észak-Amerikában is előfordult. Rokonsági körébe, amelyet összefoglalóan Morganucodonta néven írtak le, a Morganucodon nemen kívül az Eozostrodon, a Brachyzostrodon, a Helvetiodon, az Erythrotherium és a Wareolestes nemek tartoznak. A csoport legkésőbbi képviselője a középső jurában élt Wareolestes volt, az Erythrotherium pedig azért különleges, mert a maradványai Afrikából ismertek. A Morganucodonták a legtöbb emlős jellegzetességgel már rendelkeztek, fogazatuk fejlődése például arra utal, hogy utódaikat tejjel táplálták. Emellett viszont még kettős állkapocsízületük volt. Ez utóbbi okból egyes rendszerezők az ide tartozó állatokat nem is tekintik igazi emlősnek, hanem a Mammaliaformes nevű, emlősökhöz közeli formákat egyesítő csoportba sorolják őket.

Hasonló a helyzet a Docodonta néven emlegetett csoporttal, amelyet egyébként egy magyar őslénykutató, Kretzoi Miklós írt le elsőként 1946-ban. Erre a csoportra szintén kettős állkapocsízület jellemző, ezért esetükben szintén akadnak olyan vélekedések, mely szerint megfontolandó, hogy ne emlősként, csak az emlősökhöz közeli formákként értékeltjük őket. A Docodonták a jurában éltek, képviselőik közül a Megazostrodon, valamint a Docodon volt a legjellegzetesebb.

A felső triásztól az alsó (esetleg középső) juráig élt Haramiyoidea csoportot régebben az ún. Multituberculaták legősibb képviselőinek tartották. A ma uralkodó vélekedés azonban az, hogy a Haramiyoideák – az előbb említett Docodonta és Morganucodonta csoporttal együtt a legkorábbi emlősöknek tekinthetők, esetleg az emlősökön kívüli Mammaliaformes kiegészítő csoportba sorolandók.

## A főbb emlőscsoportok kialakulása
Bár az emlősök fejlődéstörténete mintegy 200 millió évet ölel fel, ennek legnagyobb részében viszonylag korlátozottak voltak a lehetőségeik, mivel a legtöbb ökológiai fülkét különféle specializált hüllők (például dinoszauruszok) foglalták el. Csak a mintegy 65 millió évvel ezelőtt bekövetkezett tömeges fajpusztulás után kezdődött meg igazi felvirágzásuk. Ennek ellenére legfőbb csoportjaik már a földtörténeti középkorban kialakultak, és valamennyi kontinensen elterjedtek. Széles körű földrajzi elterjedésükhöz az is hozzájárult, hogy megjelenésükkor a kontinensek egyetlen hatalmas, összefüggő szárazulatot (Pangea óriáskontinens) alkottak.

A legkorábban megjelent emlőscsoportokon (Morganucodonta, Docodonta, Haramiyoidea) kívül a földtörténeti középkorban az emlősök további csoportjai is kialakultak. Ezek közül a Tricodonta csoport a középső jurától a felső krétáig ismert. Jóval szélesebb időbeli elterjedés jellemzi a Multituberculata csoportot, amely ugyancsak a középső jurától ismert, ám egészen a korai oligocénig, vagyis 30 millió évvel ezelőttig fennmaradt. Bár ma már nem élnek Multituberculáták, a csoport a maga korában rendkívül sikeresnek számított, így a krétában élt emlősök nagy része is a Multituberculaták közé tartozott. Összesen csaknem nyolcvan nemük ismert.

Igen korán megjelenhetett a kloákások (Monotremata) rendje is. Ennek a ma is élő csoportnak alsó kréta korú fosszilis képviselői is ismertek, ám valószínű, hogy ekkorra már régen elkülönültek a többi emlőstől.

Ugyancsak feltételezhető az elevenszülő emlősök (Theria) korai elkülönülése. Az őslénytani leletek tanúsága alapján az elevenszülő emlősök körén belül három fő fejlődési irányról beszélhetünk. Az egyiket a felső triásztól az alsó krétáig élt ún. Pantotheriák (ezen belül a Kuehenotheria, a Symetrodonta, és az Eupanthoteria csoportok) képezik, a másikat az ún. Metatheriák alkotják, amelyet manapság az erszényesek (Marsupialia) képviselnek, a harmadik fejlődési irány pedig a méhlepényes emlősöké (Eutheria vagy Placentalia), amelyek napjainkban is igen jelentős alakgazdagságban fordulnak elő.
A főbb fejlődési irányok közötti kapcsolatok sok esetben kérdésesek. Úgy tűnik azonban, hogy a Morganucodonta, a Docodonta, és a Haramiyoidea csoportok, és talán a kloákások, valamint a Multituberculaták is egymástól függetlenül érték el az emlős állapotot az "emlősszerű hüllők" más-más, bár egymással közeli rokonságban álló csoportjaiból kialakulva. A Haramiyoideák esetleg a Multituberculaták fejlődési irányának egy korábbi szakaszát képviselhetik. Az elevenszülő emlősök (Theria) fejlődési iránya is elkülönült legkésőbb a felső triászig.

## Adaptív szétterjedés a paleocéntől kezdve
Tömeges fajpusztulással járó ún. kréta–tercier kihalási esemény, amely a dinoszauruszok kipusztulását is okozta, természetesen az emlősök körében is éreztette hatását. Átmenetileg az emlősök sokfélesége is csökkent, mi több, egyes csoportjaik (például Tricodonták) épp ebben az időben tűntek el. Ugyanakkor a túlélő csoportok, így a kloákások, a Multitubercualták, az erszényesek, valamint a méhlepényes emlősök életlehetőségei számottevően növekedtek. Számos olyan ökológiai fülke ugyanis, amelyet korábban hüllők töltöttek be, a tömeges fajpusztulás következményeként megüresedett. Az emlősöknek így lehetőségük maradt betölteni a megüresedett ökológiai fülkéket. Ez a lehetőség a paleocéntől kezdve az emlősök nagyarányú adaptív szétterjedését (radiációját) eredményezte, amelynek következtében mai változatosságuk és sokirányú alkalmazkodásuk kialakult. Az adaptív szétterjedés különösen a méhlepényes emlősökre volt jellemző, de egyes területeken (Dél-Amerika, és különösen Ausztrália) az erszényesek közében is számottevő adaptív szétterjedés és széles körű alkalmazkodás következett be. Nem beszélhetünk ugyanakkor adaptív szétterjedésről a kloákások esetében, noha mai képviselőik – ősi tulajdonságaik mellett – meglepően specializált élőlények. Hosszú ideig a Multituberculata csoport is sikeresnek bizonyult, ám az oligocén korai szakaszában végül mégiscsak kihalt ez az ősi emlőscsoport. Eltűnésük oka a fejlettebb méhlepényes emlősök, különösen a Multituberculátákra vadászó ragadozók, valamint a táplálékkonkurensként jelentkező rágcsálók térhódítása lehetett.